# 曽根田ショッピングセンター
曽根田ショッピングセンター（そねだショッピングセンター）は、福島県福島市曽根田町にある大型ショッピングセンター。愛称は「MAXふくしま」（マックスふくしま）。

## 概要
福島市中心部に所在し、県下初のシネマコンプレックス「イオンシネマ（ワーナー・マイカル・シネマズ）福島」を併設する市内最大規模のショッピングセンターである。東北新幹線福島駅北端の高架沿いにあり、福島駅東口からも徒歩圏内である。平面駐車場も整備されている。
1992年に転出した地場鋼材メーカー・東開工業の工場跡地を積水ハウスが再開発し、地上5階建の商業区画と10階建の自走式立体駐車場を複合した曽根田ビルを1998年（平成10年）に竣工。核テナントとして福島駅東口駅前で営業していたマイカルグループの福島ビブレ（山田呉服店）の移転とワーナー・マイカル・シネマズの出店により、同年3月1日に開業した。
2002年に「さくら野百貨店福島店」に改称後、売上不振により2005年に閉店。映画館など5階部分と駐車場のみが営業し、1～4階は後継テナントが決まらず終日シャッターを閉鎖した状態が5年間続いた。
2010年に国土交通省の空きビル再生支援事業の認定を受け、社会資本整備総合交付金を受けて福島まちづくりセンター（第三セクター）が積水ハウスから不動産所有権を買収し家主となる。1～3階にダイユーエイトが運営するMAXふくしまを誘致し、4階に音楽実習室や調理実習室などの生涯学習のための設備を備えた市民交流施設「アクティブシニアセンター A・O・Z」（アオウゼ）が市公共施設として設置された。
2018年にイオンシネマが増床し、3階に2スクリーンを増設した。

## 運営会社
現在この施設は福島市主導の第三セクターである株式会社福島まちづくりセンターが運営している。当センターは他に「ももりんポイントカード」（福島市内共通ポイントカードシステム）、「共通駐車サービス券」（大型店、商店街の駐車場を共通化するシステム）、「ラヴィバレ一番丁」のテナント誘致と管理運営等の地域の活性化事業を行っている。
元々は積水ハウスが建物を所有していたが、売上不振により家賃負担が重くのしかかったためにさくら野百貨店が撤退、シネマコンプレックスを除く4フロアが空きビルとなったことにより、福島市の中心街が空洞化が深刻化する恐れが高くなり、また平成20年には積水ハウスから福島市に対して協力の要請があったことから官民協働による解決策を図ることとなり、福島市中心市街地活性化基本計画に位置づけられた。最終的に旧所有者である積水ハウスから9億円で株式会社福島まちづくりセンターが土地建物を取得、ビルを入手し運営することになった。
2005年2月には当時建て替え計画が進んでいた福島市役所の当ビルへの移転が陳情されたこともあったが、もともとそのための積立金を利用して建て替えていること、災害時の避難や物資集積に適さないこと、建物に窓がなく圧迫感が大きいことなどから不採択となり、計画通り建て替えとなった経緯もある。

## 沿革

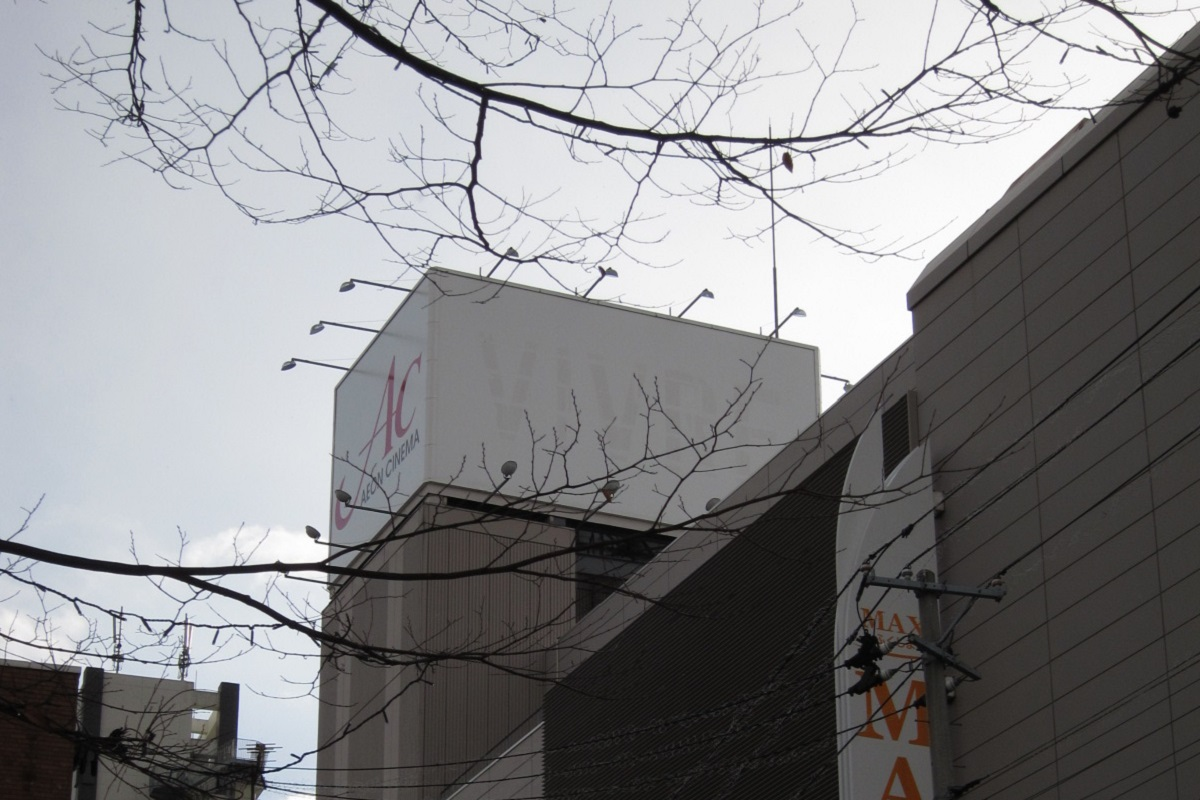
屋上看板に微かに残る『VIVRE』の文字

- 1995年（平成7年）7月31日 - 福島まちづくりセンター設立。
- 1998年（平成10年）3月1日 - 福島ビブレが当ショッピングセンターの核テナントとして入居する（栄町から移転）。
- 2002年（平成14年）9月 - 福島ビブレがさくら野百貨店福島店へ改称する。
- 2005年（平成17年）3月21日 - さくら野百貨店福島店閉店[2]。
- 2009年（平成21年）9月7日 - 福島キャリアアップハローワーク（福島非正規労働者就労支援センター）が開所。
- 2010年（平成22年）11月25日 - ダイユーエイトMAX 福島店が新たな核テナントとして入居[3]。

## フロア構成・テナント
詳細はMAXふくしまテナント一覧参照のこと。
- ダイユーエイトMAX福島店（1-2階）
- うすい百貨店福島営業所（小型店舗）（3階）
- 専門店街（3階・5階）
- アクティブシニアセンター A・O・Z（アオウゼ）（4階）
- イオンシネマ福島（3階・5階）
2013年6月30日まではワーナー・マイカル・シネマズ福島。従来は5階のみに7スクリーン1360席を展開していたが、2018年3月1日に3階に2スクリーン190席を増設し、計9スクリーン1550席となる。
福島県内唯一の大手興行会社運営の映画館で、ポレポレシネマズいわき小名浜開業前は県内唯一のシネマコンプレックスだった。

## アクセス
- 曽根田駅 福島交通（■飯坂線）徒歩1分

MAXふくしま開業と同時期に駅舎の改装が行われた。
- 福島駅 JR東日本 （■東北本線■奥羽本線（山形線））・阿武隈急行（■阿武隈急行線）徒歩5分

MAXふくしま開業と同時期に福島駅側と当施設とを隔てる福島県道310号庭坂福島線西町陸橋の盛土部分に地下歩道が新たに設けられ、南北の徒歩交通の利便性が向上した。
- 福島交通市内循環バスの「MAXふくしまバス停」が玄関前に設置されている。